# Model d'ecologia social
S'han desenvolupat models d'ecologia social (o models socioecològics) per aprofundir en la comprensió de les interrelacions dinàmiques entre diversos factors personals i ambientals.
Els sociòlegs associats a l'Escola de Chicago després de la Primera Guerra Mundial van introduir els models socioecològics als estudis urbans com a reacció a l'àmbit reduït de la majoria de les investigacions dels psicòlegs del desenvolupament. Aquests models fan un pont entre les teories del comportament que se centren en entorns petits i les teories antropològiques.
Introduït com a model conceptual a la dècada del 1970, formalitzat com a teoria a la dècada del 1980 i revisat contínuament per Bronfenbrenner fins a la seva mort el 2005, el marc ecològic per al desenvolupament humà d'Urie Bronfenbrenner aplica models socioecològics al desenvolupament humà. En la seva teoria inicial, Bronfenbrenner va postular que, per entendre el desenvolupament humà, cal tenir en compte tot el sistema ecològic en què es produeix el creixement. En revisions posteriors, Bronfenbrenner va reconèixer la rellevància dels aspectes biològics i genètics de la persona en el desenvolupament humà.
Al nucli del model ecològic de Bronfenbrenner hi ha la composició biològica i psicològica del nen, basada en la història del desenvolupament individual i genètic. Aquest maquillatge continua afectat i modificat per l'entorn físic i social immediat del nen («microsistema»), així com per les interaccions entre els sistemes dins del medi («mesosistemes»). Altres condicions socials, polítiques i econòmiques més àmplies («exosistema») influeixen en l'estructura i la disponibilitat dels microsistemes i en la manera com afecten el nen. Finalment, les condicions socials, polítiques i econòmiques estan influenciades per les creences i actituds generals («macrosistemes») compartides pels membres de la societat [Bukatko i Daehler, 1998].
En els seus termes més simples, la «teoria de sistemes» és la idea que una cosa afecta una altra. La idea bàsica darrere de la teoria de sistemes és que una cosa afecta un altre esdeveniment i l'existència no es produeix en el buit, sinó que en relació amb les circumstàncies canviants els sistemes són dinàmics i, paradoxalment, conserven la seva pròpia integritat mentre s'adapten als canvis inevitables que tenen lloc al seu voltant. El nostre comportament individual i col·lectiu està influenciat per tot, des dels nostres gens fins a l'entorn polític. No és possible entendre completament el nostre desenvolupament i comportament sense tenir en compte tots aquests elements. I de fet, això és el que insisteixen algunes teories del treball social que fem si volem fer intervencions efectives. Darrere d'aquests models hi ha la idea que tot està connectat, tot pot afectar tota la resta. Els sistemes complexos estan formats per moltes parts. No és possible entendre el tot sense reconèixer com els components interactuen, s'afecten i es canvien mútuament. A mesura que les parts interactuen, creen el caràcter i la funció del tot.

## Del pensament sistèmic als models socioecològics
Un «sistema» es pot definir com una estructura comparativament limitada que consisteix en elements interactius, interrelacionats o interdependents que formen un tot. El «pensament sistèmic» argumenta que l'única manera d'entendre completament una cosa o un fet és entendre les parts en relació amb el tot. Així, el pensament sistèmic, que és el procés d'entendre com les coses s'influeixen mútuament dins d'un tot, és fonamental per als models ecològics. En general, un sistema és una comunitat situada dins d'un entorn. Alguns exemples de sistemes són els sistemes de salut, els sistemes educatius, els sistemes alimentaris i els sistemes econòmics.
A partir dels ecosistemes naturals que es defineixen com la xarxa d'interaccions entre organismes i entre organismes i el seu entorn, l'ecologia social és un marc o conjunt de principis teòrics per comprendre les interrelacions dinàmiques entre diversos factors personals i ambientals. L'ecologia social presta una atenció explícita als contextos socials, institucionals i culturals de les relacions persones-entorn. Aquesta perspectiva posa èmfasi en les múltiples dimensions (per exemple: entorn físic, entorn social i cultural, atributs personals), múltiples nivells (per exemple: individus, grups, organitzacions) i la complexitat de les situacions humanes (per exemple: impacte acumulat dels esdeveniments al llarg del temps). L'ecologia social també incorpora conceptes com la interdependència i l'homeòstasi de la teoria de sistemes per caracteritzar les transaccions recíproques i dinàmiques persona-entorn.
Els «individus» són agents clau en els sistemes ecològics. Des d'una perspectiva ecològica, l'individu és alhora un postulat (una entitat bàsica l'existència de la qual es dona per feta) i una unitat de mesura. Com a postulat, un individu té diverses característiques:
- En primer lloc, un individu necessita accedir a un entorn, del qual depèn per al coneixement.
- En segon lloc, són interdependents amb altres humans; és a dir, sempre forma part d'una població i no pot existir d'una altra manera.
- En tercer lloc, un individu està limitat en el temps o té un cicle de vida finit.
- En quart lloc, tenen una tendència innata a preservar i ampliar la vida.
- En cinquè, tenen capacitat per a la variabilitat del comportament.[7]

Els models ecològics socials són, doncs, aplicables als processos i condicions que regeixen el curs vital del desenvolupament humà en l'entorn real en què viuen els éssers humans. El model ecològic d'Urie Bronfenbrenner per al desenvolupament humà es considera el model ecològic social més reconegut i utilitzat (aplicat al desenvolupament humà). La teoria dels sistemes ecològics considera el desenvolupament d'un nen en el context dels sistemes de relació que formen el seu entorn.

## Model ecològic de Bronfenbrenner per al desenvolupament humà

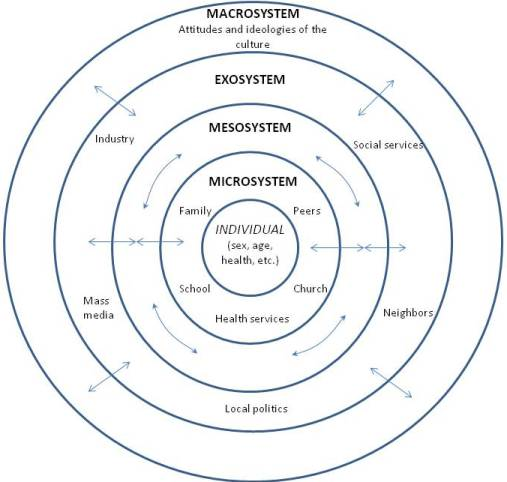
Il·lustració del model ecològic de Bronfenbrenner per al desenvolupament humà. L'entorn de l'individu està influenciat per cada capa imbricada però per estructures

El model ecològic de Bronfenbrenner per al desenvolupament humà es va introduir per primera vegada a la dècada del 1970 com a model conceptual i es va convertir en un model teòric a la dècada del 1980. Es poden identificar dues fases diferents de la teoria; Bronfenbrenner va afirmar que «és útil distingir dos períodes: el primer que acaba amb la publicació de l'Ecologia del desenvolupament humà (1979), i el segon caracteritzat per una sèrie de treballs que van posar en dubte el model original». La teoria inicial de Bronfenbrenner va il·lustrar la importància del lloc per a aspectes del context, i en la revisió, es va dedicar a l'autocrítica per descomptar el paper que té una persona en el seu propi desenvolupament mentre es centrava massa en el context. Tot i que revisada, alterada i ampliada, el cor de la teoria de Bronfenbrenner segueix sent la interrelació persona-context d'estrès ecològic.
El model ecològic de Bronfenbrenner examina el desenvolupament humà estudiant com els éssers humans creen els entorns específics on viuen. És a dir, l'ésser humà es desenvolupa segons el seu entorn; això pot incloure la societat en el seu conjunt i el període en què viuen, la qual cosa afectarà el comportament i el desenvolupament. Això considera el comportament i el desenvolupament com una relació simbiòtica, per això també es coneix com a «model bioecològic».

### Teoria dels sistemes ecològics
Bronfenbrenner va fer la seva teoria dels sistemes ecològics per explicar com tot en un nen i l'entorn del nen afecta com creix i es desenvolupa. En la seva teoria original, Bronfenbrenner postulava que, per entendre el desenvolupament humà, cal tenir en compte tot el sistema ecològic en què es produeix el creixement. Aquest sistema està format per cinc subsistemes organitzats socialment que donen suport i guien el desenvolupament humà. Cada sistema depèn de la naturalesa contextual de la vida de la persona i ofereix una diversitat creixent d'opcions i fonts de creixement. A més, dins i entre cada sistema hi ha influències bidireccionals. Aquestes influències bidireccionals impliquen que les relacions tenen un impacte en dues direccions, la que s'allunya de l'individu i la que s'apropa a l'individu.
Com que potencialment tenim accés a aquests subsistemes podem tenir més coneixement social, un major conjunt de possibilitats per a la resolució de problemes d'aprenentatge i accés a noves dimensions de l'autoexploració.

#### Microsistema
El «microsistema» és la capa més propera al nen i conté les estructures amb les quals el nen té contacte directe. El microsistema engloba les relacions i interaccions que un nen té amb el seu entorn immediat o l'entorn que l'afecta com ara la família, l'escola o el barri. A nivell de microsistema, les influències bidireccionals són més fortes i tenen el major impacte en el nen. Tanmateix, les interaccions als nivells exteriors encara poden afectar les estructures internes. Aquest entorn bàsic és el lloc del nen per aprendre inicialment sobre el món. Com a entorn d'aprenentatge més íntim del nen, li ofereix un punt de referència per al món. El microsistema pot proporcionar la peça central nutritiva per al nen o convertir-se en un conjunt inquietant de records. El poder real d'aquest conjunt inicial d'interrelacions amb la família per al nen és el que experimenten en termes de desenvolupament de confiança i mutualitat amb les seves persones significatives. La família és el primer microsistema del nen per aprendre a viure. Les relacions de cura entre el nen i els pares (o altres cuidadors) poden ajudar a influir en una personalitat saludable.
Per exemple, els comportaments d'aferrament dels pares ofereixen als nens la seva primera experiència de creació de confiança.

#### Mesosistema
El «mesosistema» ens mou més enllà de la diada o relació entre dos parts. Els mesosistemes connecten dos o més sistemes en què viuen fills, pares i família. Els mesosistemes proporcionen la connexió entre les estructures del microsistema del nen. Per exemple, la connexió entre el mestre del nen i els seus pares, entre la seva església i el seu barri, cadascun representa mesosistemes.

#### Exosistema
L'«exosistema» defineix el sistema social més ampli en el qual el nen no funciona directament. Les estructures d'aquesta capa afecten el desenvolupament del nen interactuant amb alguna estructura del seu microsistema. Els horaris de treball dels pares o els recursos familiars basats en la comunitat en són exemples. Pot ser que el nen no estigui directament implicat en aquest nivell, però sí que sent la força positiva o negativa implicada amb la interacció amb el seu propi sistema. Els principals exosistemes que influeixen indirectament en els joves a través de la seva família inclouen: l'escola i els companys, el lloc de treball dels pares, les xarxes socials familiars i els contextos comunitaris de barri, la política local i la indústria. Els exosistemes poden ser empoderadors (per exemple: un programa d'atenció infantil d'alta qualitat que beneficia a tota la família) o poden ser degradants (per exemple: l'estrès excessiu en el treball afecta a tota la família). A més, l'absència d'un sistema no el fa menys poderós en una vida. Per exemple, molts nens s'adonen de l'estrès dels llocs de treball dels seus pares sense estar mai físicament en aquests llocs.

#### Macrosistema
El «macrosistema» és el context cultural més ampli, com les actituds i les condicions socials dins de la cultura on es troba l'infant. Els macrosistemes es poden utilitzar per descriure el context cultural o social de diversos grups socials, com ara classes socials, grups ètnics o afiliats religiosos. Aquesta capa és la capa més externa de l'entorn del nen. Els efectes dels principis més grans definits pel macrosistema tenen una influència en cascada en les interaccions de totes les altres capes. El macrosistema influeix en què, com, quan i on fem les nostres relacions. Per exemple, un programa com el programa d'assistència federal estatunidenc Dones, nadons i nens (Women, Infants, and Children, WIC) pot afectar positivament una mare jove mitjançant l'atenció sanitària, millora de la seva alimentació i altres recursos educatius. Pot potenciar la seva vida perquè, al seu torn, sigui més eficaç i afectuosa amb el seu nounat. En aquest exemple, sense un paraigua de creences, serveis i suport per a les famílies, els nens i els seus pares estan oberts a un gran dany i deteriorament. En cert sentit, el macrosistema que ens envolta ens ajuda a mantenir units els molts fils de la nostra vida.

#### Cronosistema
El «cronosistema» engloba la dimensió del temps en relació amb l'entorn d'un nen. Els elements d'aquest sistema poden ser externs (com ara el moment de la mort d'un pare), o interns (com els canvis fisiològics que es produeixen amb l'envelliment d'un nen). Les dinàmiques familiars s'han d'emmarcar en el context històric tal com es produeixen dins de cada sistema. Concretament, la poderosa influència que tenen les influències històriques en el macrosistema sobre com les famílies poden respondre a diferents estressors. Bronfenbrenner suggereix que, en molts casos, les famílies responen a diferents factors d'estrès dins dels paràmetres socials existents a les seves vides.

## ModelProcés-Persona-Context-Temps(PPCT)
L'allunyament més significatiu de Bronfenbrenner de la seva teoria original és la inclusió dels processos de desenvolupament humà. Els processos, segons Bronfenbrenner, expliquen la connexió entre algun aspecte del context o algun aspecte de l'individu i un resultat d'interès. La teoria completa i revisada tracta de la interacció entre «processos», «persona», «context» i «temps», i s'anomena «Model Procés-Persona-Context-Temps» (Process-Person-Context-Time, PPCT). Dues proposicions interdependents defineixen les propietats del model. A més, al contrari del model original, el model Procés-Persona-Context-Temps és més adequat per a la investigació científica.
Per Bronfenbrenner:
- Proposició 1: En la seva fase inicial i al llarg de la vida, el desenvolupament humà té lloc a través de processos d'interaccions recíproques progressivament més complexes entre un organisme humà biopsicològic actiu i en evolució i les persones, objectes i símbols del seu entorn immediat. Per ser eficaç, la interacció s'ha de produir de manera bastant regular durant períodes prolongats. Aquestes formes d'interacció en l'entorn immediat s'anomenen «processos propers».
- Proposició 2: la forma, la potència i el contingut i la direcció dels processos propers que afecten el desenvolupament varien sistemàticament en funció conjunta de les característiques de la persona en desenvolupament, de l'entorn (immediat i més remot) en el qual s'estan produint els processos i la naturalesa del resultat de desenvolupament considerat.

Els «processos» tenen un paper crucial en el desenvolupament. Els processos propers són fonamentals per a la teoria. Constitueixen els motors del desenvolupament perquè és mitjançant la participació en activitats i interaccions que els individus arriben a donar sentit al seu món, entenen el seu lloc en ell i tots dos juguen el seu paper a l'hora de canviar l'ordre imperant alhora que s'ajusten a l'existent. La naturalesa dels processos propers varia segons aspectes de l'individu i del context, tant espacialment com temporalment. Com s'explica a la segona de les dues proposicions centrals, les continuïtats i els canvis socials es produeixen al llarg del curs de la vida i del període històric durant el qual viu la persona. Així, els efectes dels processos propers són més potents que els dels contextos ambientals en què es produeixen.
Bronfenbrenner reconeix aquí la rellevància dels aspectes biològics i genètics de la «persona». Tanmateix, va dedicar més atenció a les característiques personals que els individus aporten a qualsevol situació social. Va dividir aquestes característiques en tres tipus de característiques: demanda, recursos i força. Les característiques de la «demanda» són aquelles que actuen com un estímul immediat a una altra persona, com ara l'edat, el gènere, el color de la pell i l'aspecte físic. Aquest tipus de característiques poden influir en les interaccions inicials a causa de les expectatives que es formen immediatament. Les característiques dels «recursos» són aquelles que es relacionen en part amb recursos mentals i emocionals, com ara experiències passades, habilitats i intel·ligència, i també amb recursos socials i materials (accés a una bona alimentació, habitatge, pares que cuiden i oportunitats educatives adequades a les necessitats particular de la societat). Finalment, les característiques de la «força» són les que tenen a veure amb les diferències de temperament, motivació i persistència. Segons Bronfenbrenner, dos nens poden tenir les mateixes característiques de recursos, però les seves trajectòries de desenvolupament seran força diferents si un està motivat per tenir èxit i persisteix en les tasques i l'altre no està motivat i no persisteix. Com a tal, Bronfenbrenner va proporcionar una visió més clara dels rols dels individus en el canvi del seu context. El canvi pot ser relativament passiu (una persona canvia l'entorn simplement per estar-hi), actiu (les maneres en què la persona canvia l'entorn estan vinculades a les característiques dels seus recursos, ja siguin físics, mentals o emocionals), i molt actiu (el grau en què la persona canvia l'entorn està lligat, en part, al desig i impuls per fer-ho, o a les característiques de la força).
El «context», o «entorn», implica quatre dels cinc sistemes interrelacionats de la teoria original: el microsistema, el mesosistema, l'exosistema i el macrosistema.
L'element final del model PPCT és el «temps». El temps juga un paper crucial en el desenvolupament humà. De la mateixa manera que tant el context com els factors individuals es divideixen en subfactors o subsistemes, Bronfenbrenner i Morris van escriure sobre el temps com a «microtemps» (el que passa durant el transcurs d'alguna activitat o interacció específica), «mesotemps» (el grau en què les activitats i les interaccions es produeixen amb certa coherència en l'entorn de la persona en desenvolupament) i el «macrotemps» (el cronosistema).

## Aplicacions
L'aplicació de les teories i models ecològics socials se centren en diversos objectius: explicar la interacció persona-entorn, millorar les transaccions persones-entorn, nodrir el creixement i desenvolupament humà en entorns particulars, i millorar els entorns perquè donin suport a l'expressió de l'individu. disposicions del sistema. Alguns exemples són:
- Polítiques i polítiques econòmiques que donen suport a la importància del paper dels pares en el desenvolupament dels seus fills com els programes estatunidencs Head Start o Women, Infants and Children.
- Foment d'actituds socials que valoren la feina feta en nom dels infants a tots els nivells: pares, professors, família extensa, mentors, supervisors de treball, legisladors.
- En la promoció de la salut comunitària: identificar punts de palanquejament i intermediaris d'alt impacte dins de les organitzacions que puguin facilitar la implementació amb èxit d'intervencions de promoció de la salut, combinant components centrats en la persona i basats en el medi ambient dins de programes integrals de promoció de la salut, i mesurant l'abast i la sostenibilitat dels resultats de la intervenció durant períodes prolongats. Bases dels programes d'intervenció per abordar temes com l'assetjament escolar, l'obesitat, l'alimentació excessiva i l'activitat física.
- Les intervencions que utilitzen el model ecològic social com a marc inclouen campanyes en mitjans de comunicació, màrqueting social i desenvolupament d'habilitats.
- En economia: l'economia, els hàbits humans i les característiques culturals estan configurades per la geografia. En economia, una producció és una funció dels recursos naturals, els recursos humans, els recursos de capital i la tecnologia. El medi ambient (macrosistema) dicta una quantitat considerable a l'estil de vida de l'individu i a l'economia del país. Per exemple, si la regió és muntanyosa o àrida i hi ha poca terra per a l'agricultura, el país normalment no prosperarà tant com un altre país que tingui més recursos.
- En la comunicació de risc: s'utilitza per ajudar l'investigador a analitzar el moment en què es rep la informació i identificar els receptors i les parts interessades. Aquesta situació és una influència ambiental que pot tenir un abast molt important. El nivell d'educació, la comprensió i la riquesa de l'individu poden dictar quina informació rep i processa i a través de quin mitjà.
- En salut personal: per prevenir malalties, una persona ha d'evitar un entorn en el qual pot ser més susceptible a contraure un virus o on el seu sistema immunitari es veuria debilitat. Això també inclou possiblement allunyar-se d'un entorn potencialment perillós o evitar un company de feina malalt. D'altra banda, alguns entorns són especialment favorables als beneficis per a la salut. Envoltar-se de persones en forma física pot actuar com a motivador per ser més actiu, fer dieta o fer exercici al gimnàs. El govern que prohibeix els greixos trans pot tenir un efecte positiu de dalt a baix sobre la salut de totes les persones d'aquest estat o país.
- En nutrició humana: utilitzat com a model per a investigacions i intervencions en nutrició. El model ecològic social analitza múltiples nivells d'influència en comportaments específics de salut. Els nivells inclouen intrapersonals (coneixements de l'individu, demografia, actituds, valors, habilitats, comportament, autoconcepte, autoestima), interpersonals (xarxes socials, suports socials, famílies, grups de treball, companys, amics, veïns), organitzatius (normes, incentius, cultura organitzativa, estils de gestió, estructura organitzativa, xarxes de comunicació), comunitat (recursos comunitaris, organitzacions de barri, pràctiques populars, organitzacions sense ànim de lucre, pràctiques de lideratge informal i formal) i nivell de polítiques públiques (legislació, polítiques, impostos, reglamentació, agències, lleis).[26][27] Es creu que les intervencions de diversos nivells són més efectives per canviar el comportament.[27]
- En salut pública: aprofitar aquest model per abordar la salut de la població d'una nació es considera d'una importància crítica per a l'alineació estratègica de les polítiques i els serveis en tot el continu de les necessitats de salut de la població, inclòs el disseny d'una promoció efectiva de la salut i la prevenció de malalties i estratègies de control.[28] Així, també, en el desenvolupament dels sistemes d'atenció sanitària universal, convé reconèixer Health in All Policies (Salut en totes les polítiques) com el marc polític general, amb la salut pública, l'atenció primària de salut i els serveis comunitaris com el marc transversal per a tota la salut i serveis relacionats amb la salut que operen en tot l'espectre, des de la prevenció primària fins a l'atenció a llarg termini i les condicions de les etapes finals. Tot i que aquesta perspectiva és alhora lògica i ben fonamentada, la realitat és diferent a la majoria dels entorns i hi ha marge per millorar a tot arreu.[29]

## Crítiques
Encara que generalment ben rebuts, els models d'Urie Bronfenbrenner han trobat algunes crítiques al llarg dels anys. La majoria de les crítiques se centren al voltant de les dificultats per provar empíricament la teoria i el model, i l'amplitud de la teoria que fa que sigui difícil intervenir a un nivell determinat. Alguns exemples de crítiques a la teoria són:
- És difícil avaluar tots els components de manera empírica.
- Model explicatiu difícil d'aplicar perquè requereix un ampli àmbit de detall ecològic amb el qual construir, el que significa que cal tenir en compte tot el que hi ha a l'entorn d'algú.
- No reconèixer que els nens creuen positivament els límits per desenvolupar identitats complexes.
- Incapacitat per reconèixer que les pròpies construccions familiars dels nens són més complexes del que expliquen les teories tradicionals
- Els sistemes al voltant dels nens no sempre són lineals.
- Preocupació per assolir la infància «normal» sense una comprensió comuna de «normal».
- No veu que les variables de la vida social estan en constant interacció i que les variables petites poden canviar un sistema.
- Troba a faltar la tensió entre el control i l'autorealització en les relacions infant-adult; els nens poden donar forma a la cultura.
- Subratlla les habilitats, passa per alt els drets/sentiments/complexitat.
- Dona massa poca atenció als factors biològics i cognitius en el desenvolupament dels nens.
- No aborda les etapes de desenvolupament que són el focus de teories com la de Piaget i l'Erikson.

## Principals contribuïdors
- Urie Bronfenbrenner
- Ernest Burgess
- Garrett Hardin
- Amos H. Hawley
- Alastair McIntosh
- John G. Oetzel
- Robert E. Park
- Daniel Stokols